# Dendroalsia circinnata
Dendroalsia circinnata là một loài Rêu trong họ Leucodontaceae. Loài này được (Sull.) E. Britton mô tả khoa học đầu tiên năm 1909.